# شبنم مددزاده
شبنم مددزاده (متولد ۱۳۶۷) نایب دبیر شورای تهران دفتر تحکیم وحدت و عضو انجمن اسلامی دانشگاه تربیت معلم کرج بود که از تاریخ یکم اسفند ماه ۱۳۸۷، توسط نیروهای امنیتی به دلایل نامعلومی بازداشت گردید و به زندان اوین انتقال داده شد. در خردادماه ۱۳۸۹ پس از یکسال و چهار ماه که از بازداشتش در زندان اوین می‌گذشت، توسط قاضی مقیسه در دادگاه شعبه ۲۸ انقلاب به اتهام ارتباط و همکاری با سازمان مجاهدین خلق به ۵ سال حبس همراه با تبعید به زندان رجایی‌شهر کرج محکوم شد. انتقال این زندانی سیاسی به بند معتادان به مواد مخدر موسوم به بند متادون توسط دستگاه‌های اطلاعاتی جمهوری اسلامی پس از گذشت ۷ ماه از بازداشتش، باعث اعتراض شدید کانون‌های مدافع حقوق بشر و پوشش وسیع رسانه‌ای در بین رسانه‌های غیرحکومتی شد. این زندانی سیاسی پس از تحمل ۵ سال حبس و بدون حتی ۱ روز مرخصی در بهمن سال ۱۳۹۲ از زندان آزاد شد.

## سخنرانی در کنفرانس فراخوانی از عدالت
شبنم مددزاده سال ۱۳۹۵ در نشست سازمان مجاهدین خلق در پاریس سخنرانی کرد.